# 今井陽
今井 陽（いまい よう、1921年4月15日 - 1999年9月7日）は、日本の医学者。医学博士（北海道大学）。北海道大学名誉教授。専門は生化学・栄養学。

## 生涯
北海道出身。1944年北海道帝國大學医学部卒業。赤紙により召集。1946年終戦により復員。
1946年北海道帝国大学医学部助手。1949年北海道大学で「微生物体脂質に関する研究」にて医学博士を受く。1950年北海道大学医学部助教授。その後、北海道大学医学部教授。同医学部長など歴任。1985年北海道大学停年退官。同名誉教授。1985年北海道栄養短期大学食物栄養学科教授。同食物栄養学科長。1986年同学長代行。1987年同学長就任。1993年同退職。

## 著書
- 『脂質の生化学』坂上利夫と共著　朝倉書店 1966 初版/1973新版
- 『栄養生理学入門』朝倉書店 1969初版/1979増補版
- 『病態栄養学総論』理工学社 1978
- 『臨床栄養学』理工学社 1988